# Hamburg (plantage)
Hamburg was een suikerrietplantage aan de beneden-Saramacca in Suriname. Opgericht in 1819. Grootte: 594 akkers. Hieruit is het plaatsje Hamburg ontstaan.

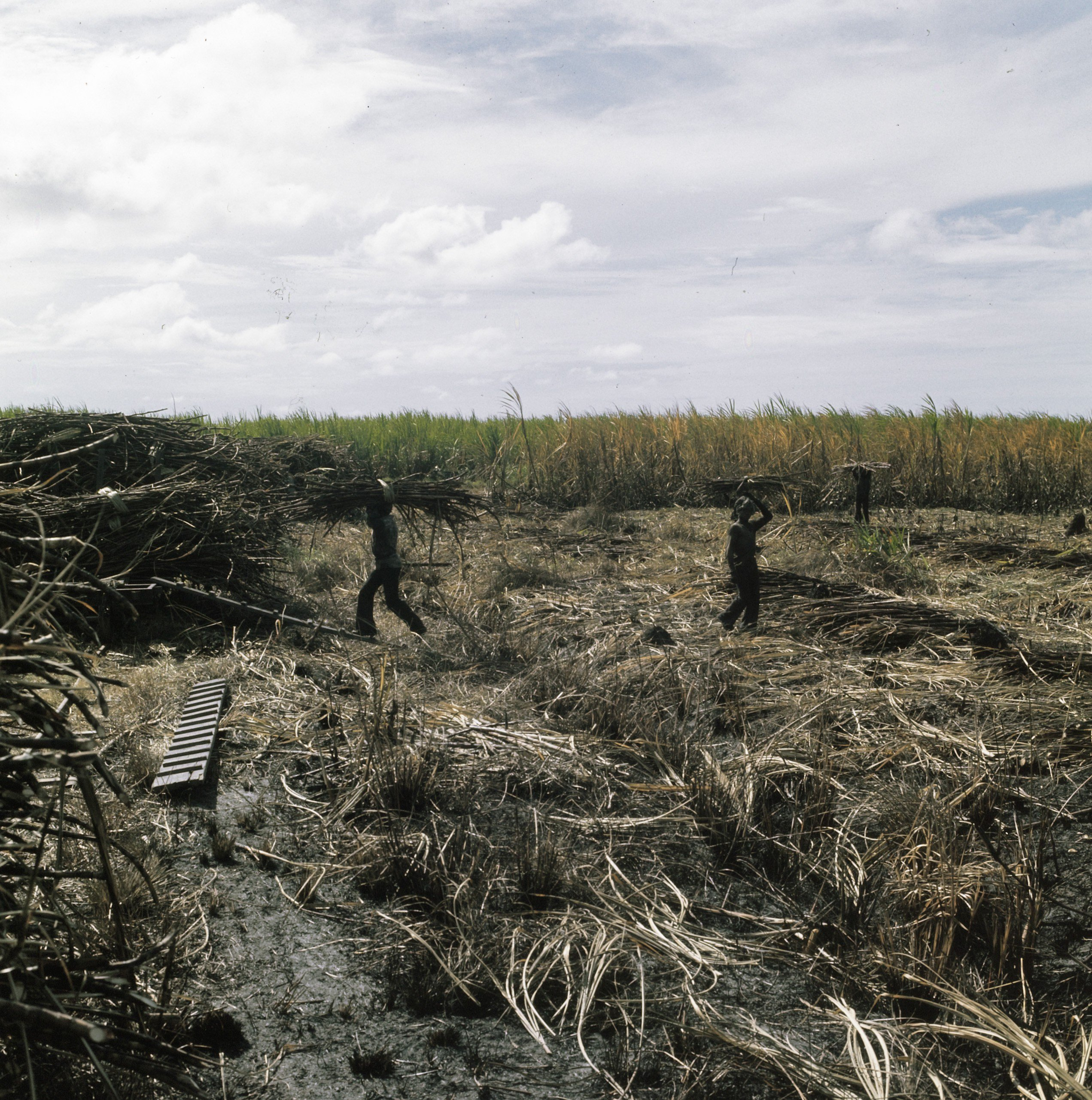
Suikerrietplantage in Suriname

## Eigenaren
- 1819: G.N. Linck
- 1828: Weduwe Linck-Vogt
- 1831: J.C. en  A.M. van Linck
- 1863: Jan Adam Charbon en zoon Pieter Anthony Charbon

De firma Charbon en Zn uit Amsterdam bezat in Suriname ook koffieplantage De Nieuwe Aanleg, 1500 akkers groot. Naast haar plantages in Berbice en Suriname bezat de familie Charbon (Zwitsers van oorsprong) een hoeden- en zijdekousenfabriek in Amsterdam. De familie kocht voor hun zomerverblijf landhuis Rustfoff in Sassenheim. Het verschijnsel dat rijk geworden eigenaren volledig op afstand verblijven van hun (productie)bedrijf wordt absenteïsme (verzuim) genoemd. In 1863 was twee derde van alle Surinaamse plantages in handen van eigenaren buiten Suriname. Administrateurs beheerden de plantages.

## Emancipatie
In 1861 waren er 'ongeregeldheden' op plantage Hamburg. De aanleiding en de aard hiervan zijn echter niet opgetekend.
Bij de afschaffing van de slavernij op 1 juli 1863 kregen 137 slaafgemaakte personen op Hamburg de vrijheid. De volgende familienamen zijn toen toegekend geworden:
Alba, Albad, Aüsterlitz, Bijtel, Bloems, Boek, Boom, Boor, Bot, Bres, Flesch, Gras, Gulding, Hamer, Hard, Hosdorp, IJzer, Iwitt, Jena,
Kelker, Klei, Kok, Koker, Kool, Kuip, Maraton, Mein, Nicol, Nupoort, Riets, Ros, Rots, Sluis, Smitse, Steen, Stroop, Trommel, Valin, Veld, Vink, Volk, Ijzer en Zuiver.
NB: Er was in Suriname nog een andere suikerrietplantage die 'Hamburg' heette en wel aan de Cottica-rivier (opgericht in 1737, grootte 1500 akkers). Die plantage was in 1863 niet meer actief.
A la bonne heure · Anna's Zorg · Akkerboom · Alliance · Alkmaar · Andresa · Auka · Andreesgift · Bantaskine · Barbados · Batavia · Beekenhorst · Belladrum · Bellevue · Belwaarde · Beninenburg · Berg en Dal · Bergen op Zoom · Berlijn (Commewijne) · Berlijn (Para) · Bethlehem · Boksweide · Boston · Botany Bay · Boxel · Bronswijk · Brouwerslust · Bruinendaal · Bucklebury · Buitenrust · Burnside · Cadrosspark · Caledonia · Campenburg · Cannewapibo · Catharina Sophia · Clevia  · Cliffort-Kokshoven · Clyde · Concordia · Concordia en een Kwart Lot · Courcabo · De Dageraad · De Goede Vriendschap · De Resolutie · De Vier Hendrikken · Diamond · Dijkveld · Domburg · Dordrecht · Eendragt · Elisabeth's Hoop · Ellen · L'Espérance (Nickerierivier) · L'Espérance (Surinamerivier) · Esthersrust · Fairfield · Fortuin · Flora · Florentia · Frederiksburg · Frederiksdorp · Frederikslust · Geertruidenberg · Geyersvlijt · Glensander · Gloria · Groot Chatillon · Groot Marseille · Guadeloupe · Hague · Hamburg · Hamilton · Hamptoncourt · Hannover · Hazard · Hebron · Hecht en Sterk · Hooyland · Hope · Houttuin · Huntly · Huwelijkszorg · Inverness · Jagtlust · Jodensavanne · Johan & Margaretha · Johanna Catharina · Johanna Maria · Johannesburg · John · Katwijk · Kent · Kerkshoven · Killenstein · Klein Bellevue · Kleinhoop · Krappahoek · Kroonenburg · Kwatta · La Jalousie · La Prosperité · La Rencontre · La Ressource (Saramacca) · La Ressource (Surinamerivier) · La Singularité · Laarwijk · Leasowes · Leliëndaal · Leonsberg · Livorno · Longmay · Lunenburg · Lust en Rust · Lustrijk · Maasstroom · Margarethenburg · Maria Petronella · Mariënbosch · Mariënburg · Margaretha's Gift · Mary's Hope · Meerzorg · Merveille · Moed en Kommer · Mon Bijou · Mon Souci · Mon Trésor · Monnikendam · Mopentibo · Morgenster · Moy · Nieuw Mocha · Nieuwzorg · Nieuwe Aanleg · De Nieuwe Grond · Nijd en Spijt · Novar · Nursery · Nut en Schadelijk · Onoribo · Onverwacht · Oranibo · Ornamibo · Overbrug · Overtoom 
· Oxford · Palestina · Paradise · Persévérance · Petersburg · Picardië · Peperpot · Pieterszorg · Plaisance · Poelwijk · Potosie · Purmerend · Reijnsdorp · Reijnsfort · Rijnberk · Roosenburg · Rorac · Rust en Werk · Rustenburg · Saltzhalen · Sans Souci · Saphir · Sarah · Sardam · Schaapstede · Schoonoord · Sinabo en Gelre · Sint Barbara · Sint Eustatius · Slootwijk · Sorgvliet · Spieringshoek · Standvastigheid · Suidwijn · Suzanna's Daal · Toevlugt (Surinamerivier) · Tout Lui Faut · Toledo · Totness · Tyronne · 't Vertrouwen · Victoria · Vierkinderen · Visserszorg · Voorburg · Voorzorg (Saramacca) · Vossenburg · Vredenburg · Vriendsbeleid en Ouderzorg · Vreeland · Waltonhall · Waldijk · Waterloo · Wederzorg · Welbedacht · Welgelegen (Commewijne) · Welgelegen (Coronie) · Welgevallen · Weltevreden · Wolffs Capoerica · Wolfenbüttel · 't Ylant · Zoelen · Zorg en Hoop (hout) · Zorg en Hoop (indigo) · Zorg en Hoop (katoen) · Zorg en Hoop (suiker)